# Haplophiura gymnopora
Haplophiura gymnopora is een slangster uit de familie Ophiuridae.
De wetenschappelijke naam van de soort werd in 1909 gepubliceerd door Hubert Lyman Clark.